# Grupa Egmont
Grupa Egmont (dawniej Gutenberghus) – duński koncern mediowy i jedna z największych skandynawskich grup medialnych z siedzibą w Kopenhadze. Tradycyjnie Egmont związany był z wydawaniem czasopism, jednak z biegiem lat ewoluował i obecnie w swoim portfolio gromadzi różne środki masowego przekazu.

## Historia
Egmont została założony przez Egmonta Haralda Petersena w 1878 roku jako jednoosobowa firma poligraficzna, która niedługo potem zaczęła zajmować się sprzedażą czasopism i magazynów. Pierwotnie firma nosiła nazwę „P. Petersen, Printers”, na cześć matki Petersena, ponieważ był on za młody, aby móc samemu zarejestrować własną działalność. W 1914 roku nazwę zmieniono na Gutenberghus (pol. Dom Gutenberga), upamiętniając tym samym wynalazcę prasy drukarskiej i taką nazwę stosowano do 1992 roku.
Od 1948 roku Gutenberghus wysłał redaktora Dana Folke do Walt Disney Pictures i udało mu się zdobyć licencję na wydawanie czasopism z komiksami w krajach skandynawskich. W 1948 roku Gutenberghus zaczął wydawać komiksy z Kaczorem Donaldem w Szwecji (jako Kalle Anka & C:o ) i w Norwegii (jako Donald Duck & C:o ), a w 1949 również w Danii (jako Anders And & C:o).
Wraz z przejęciem w 1963 roku duńskiego wydawnictwa Aschehoug, Egmont wszedł także na rynek książki. Od końca lat 80. XX wieku, grupa Egmont wykorzystując bliskie powiązania z Disneyem, rozszerzyła swoją działalność poza Skandynawię, stając się producentem Disneya na rynkach krajów Europy Wschodniej, a także na rynku chińskim. W 1991 roku Egmont był jednym z założycieli norweskiego kanału telewizyjnego TV 2, który wykupił w 2012 roku. W 1992 roku Egmont nabył również studio filmowe Nordisk Film.
Grupa Egmont jest właścicielem firm medialnych w takich krajach jak Australia, Bułgaria, Chiny, Chorwacja, Czechy, Dania, Estonia, Finlandia, Niemcy, Węgry, Łotwa, Litwa, Norwegia, Polska, Rosja, Republika Południowej Afryki, Szwecja, Turcja, Ukraina i Wielka Brytania.
Egmont to obecnie jedna z najważniejszych skandynawskich grup medialnych wydająca tygodniki, czasopisma, komiksy, książki, materiały edukacyjne, filmy i programy telewizyjne. Do grupa medialnej należą także kina i stacje telewizyjne. Egmont wydaje media w ponad 30 krajach, zatrudnia ponad 5300 pracowników, a w 2021 roku wygenerował przychody w wysokości ponad 2 miliardów euro.
W 2020 roku grupa Egmont sfinalizowała sprzedaż trzech swoich wydawców (Egmont Books UK, Egmont Poland i Schneiderbuch Germany) wydawnictwu HarperCollins.

## Firmy należące do grupy Egmont
- Egmont Book Publishing (wydawnictwo, Wielka Brytania)
- Cappelen Damm (wydawnictwo, Norwegia)
- Lindhardt og Ringhof (wydawnictwo, Dania)
- Film Nordisk (studio filmowe, Dania)
- TV2 (telewizja, Norwegia)